# Sofja Iwanowna Naboko
Sofja Iwanowna Naboko (russisch Софья Ивановна Набоко, wiss. Transliteration Sof'ja Ivanovna Naboko; * 13. Septemberjul. / 26. September 1909greg. in Sankt Petersburg; † 17. Februar 2005 in Moskau) war eine russische Vulkanologin und Geologin. Sie gilt als eine der Begründerinnen der russischen Vulkanologie.

## Leben
Sofja Naboko wurde als Tochter des ukrainischen Buchhalters Iwan Naboko geboren. Ihre Mutter war Russischlehrerin. 1928 absolvierte sie die neunjährige Einheitsschule. Um eine Hochschule besuchen zu können, musste sie zunächst ein einjähriges Berufspraktikum als Fahrassistentin bei den Sowjetischen Eisenbahnen absolvieren. 1929 trat sie in die geochemische Abteilung des Leningrader Polytechnischen Instituts, benannt nach Michail Iwanowitsch Kalinin (der heutigen Polytechnischen Peter-der-Große-Universität Sankt Petersburg) ein, das 1930 in das Leningrader Bergbauinstitut (die heutige Staatliche Bergbau-Universität Sankt Petersburg) eingegliedert wurde. 1934 schloss sie ihr Studium ab und zog 1935 nach Moskau, um am Akademischen Institut für Geologische Wissenschaften (dem heutigen Institut für Geologie der Erzlagerstätten, Petrographie, Mineralogie und Geochemie der Russischen Akademie der Wissenschaften) zu arbeiten.
1936 übersiedelte sie mit ihrem Ehemann ins Dorf Kljutschi auf der Halbinsel Kamtschatka, um den höchsten Vulkan Eurasiens, die Kljutschewskaja Sopka, zu erforschen. Am 9. August 1936 bestieg sie als erste Frau den 4860 m hohen aktiven Vulkan, während sie im dritten Monat schwanger war. Im Februar 1938 ereignete sich eine Eruption und es bildeten sich in ca. 1000 m Höhe drei Seitenkrater, denen sie die Namen Biljukai (benannt nach einem Feuergott der ortsansässigen indigenen Itelmenen), Tiranus (benannt nach Biljukais Frau) und Kosei (ihrem Hund) gab.
1942 wurde sie mit ihrer Arbeit Der Ausbruch des Biljukai, eines Seitenkraters des Kljutschewskoi-Vulkans promoviert. 1946 wurde sie die erste wissenschaftliche Sekretärin des Vulkanologielabors der Akademie der Wissenschaften der UdSSR. 1950 unternahm sie eine Expedition ins Tal der Geysire. 1957 begann sie mit der Erkundung der Thermalquellen von Pauschetka (Pauschetskoje). 1962 wurde in Kamtschatka das Institut für Vulkanologie gegründet und Naboko wurde zur stellvertretenden Direktorin ernannt. Nach dem Tod ihres Sohnes zog sie 1993 nach Moskau zurück, wo sie 2005 verstarb.

## Bibliographie
- Bibliographie (russ.)

## Ehrungen und Auszeichnungen
- Zu ihren Ehren wurden die Minerale Nabokoit und Sophiit benannt.
- Geehrter Arbeiter für Wissenschaft und Technologie des RSFSR
- Orden der Oktoberrevolution
- Orden des Roten Sterns
- Ehrenzeichen der Sowjetunion
- Medaille „Für heldenmütige Arbeit im Großen Vaterländischen Krieg 1941–1945“
- Jubiläumsmedaille „Zum Gedenken an den 100. Geburtstag von Wladimir Iljitsch Lenin“

## Privatleben
Naboko war zweimal mit Geologen verheiratet. 1935 heiratete sie ihren ehemaligen Klassenkameraden Alexander Alexejewitsch Menjailow (1907–1985), mit dem sie zwei Kinder bekam. Der Sohn Igor Alexandrowitsch Menjailow (1937–1993) war ebenfalls ein bekannter Vulkanologe und Geologe und kam 1993 bei der Erkundung des Vulkans Galeras in Kolumbien ums Leben. Die gemeinsame Tochter Irina Alexandrowna Menjailow war ebenfalls eine Wissenschaftlerin. In zweiter Ehe war sie mit Jewgeni Fedotowitsch Malejew verheiratet.

## Weblink
- А. М. Токрановым: Набоко Софья Ивановна (биография). In: kamchatsky-krai.ru. Камчатский край Краеведческий сайт, November 2007, abgerufen am 20. November 2023.

| Personendaten    | Personendaten                                                                                           |
| ---------------- | --- |
| NAME             | Naboko, Sofja Iwanowna                                                                                  |
| ALTERNATIVNAMEN  | Naboko, Sofja Iwanowna (vollständiger Name); Naboko, Sof'ja Ivanovna; Набоко, Софья Ивановна (russisch) |
| KURZBESCHREIBUNG | russische Wissenschaftlerin                                                                             |
| GEBURTSDATUM     | 26. September 1909                                                                                      |
| GEBURTSORT       | Sankt Petersburg                                                                                        |
| STERBEDATUM      | 17. Februar 2005                                                                                        |
| STERBEORT        | Moskau                                                                                                  |